# Arçais
Arçais é uma comuna francesa na região administrativa da Nova Aquitânia, no departamento de Deux-Sèvres. Estende-se por uma área de 15,12 km². Em 2010 a comuna tinha 618 habitantes (densidade: 40,9 hab./km²).